# Roland Lacourbe
Roland Lacourbe, né le 4 novembre 1938 à Paris en France, est un essayiste et biographe français, directeur d'anthologie de littérature policière.

## Biographie
Il fait des études à l'école technique aéronautique de Ville-d'Avray. En qualité de personnel civil, il travaille pour l'Armée de l'air française de 1959 à 1963, puis devient preneur de son à l'O.R.T.F. avant d'être ingénieur du son à Antenne 2 à partir de 1975.
Passionné et spécialiste du cinéma, il collabore dans les années 1960 à diverses revues : Cinéma, La Revue du cinéma, Téléciné et Mystère magazine. Depuis leur création, il collabore également aux Fiches de Monsieur Cinéma.
Spécialiste des énigmes de chambre close et du crime impossible, il dirige la réalisation de plusieurs anthologies de nouvelles policières avec lesquelles il fait découvrir des nouvellistes méconnus comme Jacques Futrelle, Edward D. Hoch, Joseph Commings, Clayton Rawson, John Sladek ou Hake Talbot. 
Il est, selon Claude Mesplède, « un des meilleurs spécialistes mondiaux » de l’œuvre de John Dickson Carr, dont il assure la publication des œuvres complètes aux éditions du Masque.

## Œuvre

### Biographies
- Harold Lloyd, Éditions Seghers (1970)
- Laurel et Hardy ou l'Enfance de l'art, Éditions Seghers, coll. « Cinéma club » (1975), réédition Ramsay, Ramsay poche cinéma no 75-76 (1989)  (ISBN 2-85956-795-X)
- H. G. Clouzot, L’Avant-scène anthologie du cinéma no 94 (1977)
- Harold Lloyd, L’Avant-scène anthologie du cinéma no 102 (1979)
- Kirk Douglas, Éditions PAC, coll. « Têtes d'affiche » (1980)  (ISBN 2-85336-132-2)
- Houdini et sa légende, Éditions techniques du spectacle (1982)
- Robert Wise, Édilig, coll. « Filmo » no 11 (1985) coécrit avec Danièle Grivel  (ISBN 2-85601-119-5)
- Burt Lancaster, Édilig, coll. « Stars » (1987)  (ISBN 2-85601-172-1)
- John Dickson Carr, scribe du miracle, Encrage, coll. « Travaux » no 31 (1998)  (ISBN 2-906389-67-6) préface de Paul Halter
- Laurel et Hardy : la véritable histoire, préface de Jean Tulard, éditions de l’Archipel (2019).
- Les Mille Visages de Lon Chaney, Semper Cinema (2021, hors commerce)
- Conrad Veidt, le séducteur des ténèbres, coécrit avec Danièle Grivel, Semper Cinema (2024, hors commerce)

### Essais
- 30 ans de cinéma britannique, Éditions Cinéma 76, (1976) coécrit avec Raymond Lefèvre  (ISBN 2-902292-00-7)
- Les Visages de l'histoire secrète, volume 1 : Nazisme et Seconde Guerre mondiale dans le cinéma d'espionnage, H. Veyrier, collection L'Histoire en question (1983)  (ISBN 2-85199-303-8)
- Les Visages de l'histoire secrète, volume 2 : La Guerre froide dans le cinéma d'espionnage, H. Veyrier, collection L'Histoire en question (1984)  (ISBN 9782851993038)
- 99 chambres closes, Encrage, collection Travaux no 10 (1991)  (ISBN 2-906389-30-7)
- Édouard Letailleur, Inventaire d’une œuvre, Semper Ænigma (2016)
- B. R. Bruss, un maître de l’angoisse, Semper Ænigma (2016)
- Écrits énigmatiques, Semper Ænigma (2017)
- Noël Vindry, du roman-problème au roman sentimental, coécrit avec Danièle Grivel, Semper Ænigma (2019)
- Index Hitchcock, Magazines et Anthologies, Semper Ænigma (2020)
- Index des films parlants américains et anglais sortis en France de 1929 à juin 1940, Semper Cinema (2022)
- Des nouvelles d'Edward D. Hoch, Grand Maître de l'Énigme (Tome 1), coécrit avec Danièle Grivel, Semper Ænigma (2023)
- Des nouvelles d'Edward D. Hoch, Grand Maître de l'Énigme (Tome 2), coécrit avec Vincent Bourgeois, Philippe Fooz & Michel Soupart, Semper Ænigma (2023)
- Écrits cinématographiques (tome 1), Semper Cinema (2021, hors commerce)
- Sidney Reilly, le premier James Bond de l'histoire, Semper Cinema (2023, hors commerce)
- Espionnage & Romantisme, Semper Cinema (2024, hors commerce)
- À la découverte de Walter S. Masterman, Semper Ænigma (2024)

### Anthologies
- Les Meilleures Histoires de chambres closes, Minerve, collection Détour (1985)  (ISBN 2-86931-000-5)
- 25 histoires de chambres closes, L'Atalante, collection Bibliothèque de l'évasion (1987)  (ISBN 2-84172-051-9)
- Vingt mystères de chambres closes, Terrain vague, collection Bibliothèque de l'insolite (1988)  (ISBN 2-85208-094-X)
- Treize enquêtes de la machine à penser, Terrain vague, Bibliothèque de l'insolite (1989)  (ISBN 2-85208-104-0), réédition Rivages/Mystère no 29 (1998)  (ISBN 2-7436-0383-6)
- Les Magiciens du crime, Minerve (1990), réédition Le Grand Livre du mois (1990)
- Les Détectives de l'impossible, Terrain vague, collection Bibliothèque de l'insolite (1991)  (ISBN 2-85208-143-1)
- Les Intégrales du Masque : John Dickson Carr,  Éditions des Champs-Élysées (sept volumes, 1991-2003)
- Feu sur le juge (6 nouvelles, 1 radioplay et un court roman de John Dickson Carr), Éditions des Champs-Élysées (Paris, 1993)
- L’Homme qui expliquait les miracles (8 nouvelles et 1 radioplay de John Dickson Carr), Éditions des Champs-Élysées (Paris, 1994)
- Grand Guignol (4 nouvelles et un court roman de John Dickson Carr), Éditions des Champs-Élysées (Paris, 1995)
- Les Intégrales du Masque : Paul Halter, Éditions du Masque (deux volumes, 1995, 2001)
- Les Chambres closes du docteur Hawthorne, Rivages/Mystère grand format (1997)  (ISBN 2-7436-0174-4), réédition Rivages/Mystère no 34  (ISBN 2-7436-0552-9), réédition Rivages/Noir no 902 (2013)  (ISBN 978-2-7436-2469-9)
- 30 recettes pour crimes parfaits, L'Atalante, collection Bibliothèque de l'évasion (1998)  (ISBN 2-84172-091-8)
- Eaux mystérieuses et Mers infernales, L'Atalante, collection Insomniaques et ferroviaires (2000)  (ISBN 2-84172-134-5)
- Les Meurtres de l'épouvantail, Rivages/Mystère no 46 (2002)  (ISBN 2-7436-0926-5)
- Le Vampire au masque de fer, Rivages/Mystère no 47 (2002)  (ISBN 2-7436-0938-9)
- Petits crimes impossibles, Éditions du Masque (2002)  (ISBN 2-7024-8042-X)
- 20 défis à l'impossible, L'Atalante, collection Insomniaques et ferroviaires (2002)  (ISBN 2-84172-212-0)
- Vingt pas dans l'insolite, L'Atalante, collection Insomniaques et ferroviaires (2005)  (ISBN 2-84172-297-X)
- Rendez-vous avec la peur (24 radioplays). Intégrale des pièces radiophoniques de John Dickson Carr (tome 1), L’Atalante (Nantes, 2006)
- Suspense (24 radioplays). Intégrale des pièces radiophoniques de John Dickson Carr (tome 2), L’Atalante (Nantes, 2007)
- Mystères à huis clos, collection Omnibus (2007) préface de Jean Tulard  (ISBN 978-2-258-07411-8)
- Cabine B-13 (24 radioplays). Intégrale des pièces radiophoniques de John Dickson Carr (tome 3), L’Atalante (Nantes, 2008)
- En parlant du diable & autres pièces de guerre (20 radioplays). Intégrale des pièces radiophoniques de John Dickson Carr (tome 4), L’Atalante (Nantes, 2009)
- La Grande Anthologie des chambres closes et du crime impossible, tome 1, Éditions Manannan (2014) préface de Martin Winckler  (ISBN 979-10-91036-10-8)
- La Grande Anthologie des chambres closes et du crime impossible (tome 2), éditions Manannan (2016). Préface de Paul Halter
- Le Clocher de Noël et autres crimes impossibles, éditions de l’Archipel (2020)
- The Killer Everyone Knew and Other Captain Leopold Stories, Crippen & Landru (USA, 2023)

### Collaborations
- Le Polar, sous la direction de Jacques Baudou & Jean-Jacques Schléret, Guide Totem Larousse (2001)
- Nos films de toujours, par l’équipe des Fiches de Monsieur Cinéma, Larousse (2002, 2006, 2018)
- Nos stars de toujours, par l’équipe des Fiches de Monsieur Cinéma, Larousse (2004)
- Dictionnaire de la Guerre froide, sous la direction de Claude Quétel, Larousse (2008)
- Le Nouveau Guide des films (Tome 4), sous la direction de Jean Tulard, Bouquins, Robert Laffont (2010)
- 1001 Chambres closes, coécrit avec Vincent Bourgeois, Philippe Fooz & Michel Soupart, Semper Ænigma (2014)
- 1001 Chambres closes : Annexes, coécrit avec Vincent Bourgeois, Philippe Fooz & Michel Soupart, Semper Ænigma (2015)
- Patrick Quentin : du roman-problème au thriller psychologique, coécrit avec Vincent Bourgeois, Philippe Fooz & Michel Soupart, Semper Ænigma (2016)
- Le Nouveau Guide des films (Tome 5), sous la direction de Jean Tulard, Bouquins, Robert Laffont (2018)
- La Marque de l’Empreinte, Autopsie d’une collection, coécrit avec Vincent Bourgeois, Philippe Fooz & Michel Soupart, Semper Ænigma (2018)
- Ellery Queen, parcours d’un mythe américain, par l’équipe d’Énigmatika, Semper Ænigma (2018)
- Petits Maîtres du roman policier, par l’équipe d’Énigmatika, Semper Ænigma (2019)
- Sur la piste du Limier, Autopsie d’une collection, coécrit avec Vincent Bourgeois, Philippe Fooz & Michel Soupart, Semper Ænigma (2020)
- Les Chambres closes de Jean Myard, critiques et chroniques, coécrit avec Jean Myard, Semper Ænigma (2023)
- Autour de La Clé, Autopsie d'une collection, coécrit avec  Michel Soupart, Vincent Bourgeois & Philippe Fooz, Semper Ænigma (2025)

### Récompense
Prix Jean Epstein du meilleur livre de cinéma 1976 pour Trente Ans de cinéma britannique, coécrit avec Raymond Lefèvre (Éditions Cinéma 76).

## Sources
: document utilisé comme source pour la rédaction de cet article.
- Claude Mesplède (dir.), Dictionnaire des littératures policières, vol. 2 : J - Z, Nantes, Joseph K, coll. « Temps noir », 2007, 1086 p. (ISBN 978-2-910-68645-1, OCLC 315873361).